# (2094) Magnitka
(2094) Magnitka (1971 TC2; 1941 WK; 1951 WP; 1956 EB; 1964 TD; 1968 WE; 1977 FG) ist ein Asteroid des inneren Hauptgürtels, der zur Matterania-Familie gehört und am 12. Oktober 1971 am Krim-Observatorium entdeckt wurde.

## Benennung
Der Asteroid wurde nach der Stadt Magnitogorsk, eine der größten Zentren für Metallurgie in der Sowjetunion, benannt.